# Olieskifer
Olieskifer er en af de væsentligste kilder til ukonventionel olie, i dette tilfælde kaldet 'skiferolie'. 
Olieskifer er en skifersten, der indeholder nok kerogen til, at der kan udvindes råolie ved opvarmning. 
Kerogenen i olieskifer kan konverteres til olie gennem den kemiske proces pyrolyse. Ved pyrolysen bliver olieskiferen opvarmet til 500 °C i et lufttomt rum, og kerogenen vil skille sig ud.
I naturen vil olieskifer, der begraves tilstrækkeligt dybt, danne råolie. Den kaldes så for en kildebjergart. Olieskifer der kan producere olie (naturligt eller industrielt) er umoden, olieskifer der er i gang med at danne olie er moden, og skifer der ikke længere kan danne olie er overmoden. 
Under 2. verdenskrig udvandt Sverige råolie fra olieskifre til bl.a. flyverbenzin, der var nødvendigt for at opretholde den svenske neutralitet.
- Wikimedia Commons har flere filer relateret til Olieskifer

| Geologi | Spire Denne artikel om geologi er en spire som bør udbygges. Du er velkommen til at hjælpe Wikipedia ved at udvide den. |